# Futter-Beinwell
Der Futter-Beinwell oder auch „Bastard-Beinwell“ (Symphytum × uplandicum) ist eine häufige Hybride des Rauen Beinwells mit dem Echten Beinwell. Er hat ein recht variables Erscheinungsbild und natürliche Vorkommen im Kaukasus. Als wirtschaftlich bedeutendster Beinwell wurde er weltweit kultiviert und eingebürgert.

## Beschreibung

### Erscheinungsbild und Blatt
Der Futter-Beinwell wächst als ausdauernde krautige Pflanze zu Wuchshöhen von bis zu 2 Metern. Die oberirdischen Pflanzenteile sind flaumig bis steif, jedoch nicht stachelig behaart. Ihr tiefreichendes Wurzelsystem hat eine ausgeprägte verdickte Pfahlwurzel. An den verzweigten, aufrechten Stängeln wachsen große einfache, meist gestielte Laubblätter, die am unteren Stängel wechselständigen angeordnet sind. Höher an den Stängeln können sie gegenständig sein und sind sitzend, kurz herablaufend oder mehr oder weniger stängelumfassend sein.
Die bis zu 25 Zentimeter lange Blattspreite ist niemals herzförmig. Es sind keine Nebenblätter vorhanden.

### Blütenstand, Blüte und Frucht

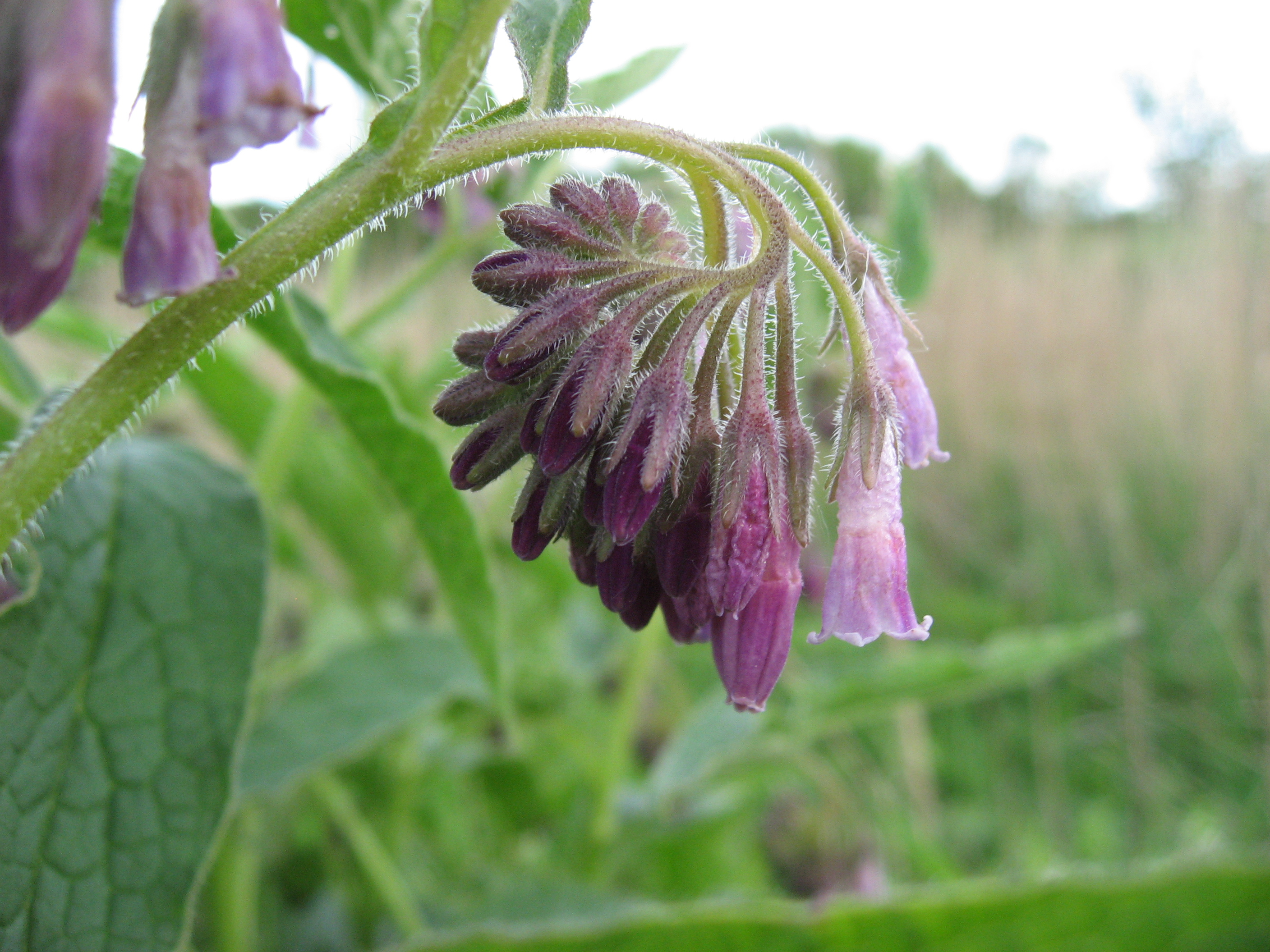
Blütenstand

Die Blütezeit reicht von Mai bis August. Der hängende Blütenstand ist ein endständiger Doppelwickel. Er besitzt keine Deckblätter.
Die zwittrigen Blüten sind radiärsymmetrisch und fünfzählig mit doppelter Blütenhülle. Die fünf Kelchblätter sind zu einem 5 bis 7 Millimeter langen Kelch mit üblicherweise spitzen Kelchzipfeln verwachsen. Die fünf Kronblätter sind entweder anfangs rosafarben und später blau oder ständig violett gefärbt. Die Blütenkrone misst 12 bis 18 Millimeter im Durchmesser. In der Kronröhre befinden sich fünf Kronschuppen, die wie beim Echten Beinwell breit dreieckig-lanzettlich, jedoch an der Basis nicht so breit sind. Die Staubfäden der in einem Kreis zu fünft stehenden Staubblätter sind schmaler als die Staubbeutel.
Die Früchte sind Klausenfrüchte, die in vier eiförmige und aufrechte Teilfrüchte zerfallen. Sie messen 3–4 auf 2–2,5 Millimeter.

### Chromosomenzahl
Die Chromosomenzahl beträgt 2n = 36 oder 40.

### Abgrenzung zu anderen Arten
Im Unterschied zum Echten Beinwell sind die Blätter im Allgemeinen nicht herablaufend am Stängel angewachsen, die Internodien nicht geflügelt und sind die Oberflächen der Samen braun, matt und fein gekörnt statt glänzend schwarz.

## Ökologie
Die Ausbreitung des Futter-Beinwells erfolgte hauptsächlich durch den Menschen, zum Beispiel mit dem Mutterboden. So wurde der Futter-Beinwell zum Kulturrelikt und zum Kulturflüchter.
Nach ihrer Einbürgerung kann sie zum lästigen Wildkraut werden, das heimische Arten überwuchert.
Bienen und andere Insekten besuchen sie gern als Futterpflanze.

## Vorkommen, Standort
Der Futter-Beinwell bevorzugt feuchte, offene Standorte. Er ist ein bodentoleranter Starkzehrer mit unter günstigen Bedingungen sehr hoher Biomasseproduktion, der am besten auf nährstoffreichen, feuchten Böden ohne Staunässe gedeiht, in voller Sonne bis Halbschatten. Allerdings ist die Art breit angepasst, das heißt: Individuen überleben ungünstige Bedingungen weit außerhalb produktiver Parameter.
Natürliche Vorkommen gibt es in der Kaukasus-Region, wo sie gestörte Böden und Brachflächen besiedelt. Er wurde in zahlreichen europäischen Staaten und auf den Azoren einst als Futterpflanze eingeführt, verwilderte in Folge und gilt heute weltweit als eingebürgert. In Mitteleuropa ist er in Deutschland, Liechtenstein, Österreich und Tschechien anzutreffen. In Österreich wurde der Futter-Beinwell früher als Schweinefutter angebaut und ist heute selten verwildert bis möglicherweise eingebürgert auf Ruderalflächen und Flussauen anzutreffen. Er kommt in allen Bundesländern außer in Salzburg vor.
Sie breitet sich leicht über Wurzelausläufer aus und ist entsprechend leicht vegetativ zu vermehren und schwer auszurotten.
Die ökologischen Zeigerwerte nach Landolt et al. 2010 sind in der Schweiz: Feuchtezahl F = 3+w+ (feucht aber stark wechselnd), Lichtzahl L = 3 (halbschattig), Reaktionszahl R = 3 (schwach sauer bis neutral), Temperaturzahl T = 4 (kollin), Nährstoffzahl N = 4 (nährstoffreich), Kontinentalitätszahl K = 2 (subozeanisch).

## Systematik
Symphytum ×uplandicum wurde 1855 von Carl Frederik Nyman in Sylloge Florae Europaeae, Seite 80, erstbeschrieben. Das Artepitheton uplandicum verweist auf die schwedische Provinz Uppland, wo Nyman die Beobachtungen für seine Erstbeschreibung machte. Synonyme für Symphytum ×uplandicum sind Symphytum asperum auct. non Lepech. und Symphytum peregrinum auct. non Lepech. Es handelt sich um eine fertile Hybride aus dem Rauen Beinwell und dem Echten Beinwell (Symphytum asperum × Symphytum officinale). Es wurden mehrere Formen beschrieben.
Symphytum ×uplandicum ist wiederum ein Elternteil von zwei 2009 beschriebenen Mehrfachhybriden:
- Symphytum ×hidcotense P.D.Sell: Der zweite Elternteil ist der Großblütige Beinwell (Symphytum grandiflorum) DC.
- Symphytum ×perringianum P.H.Oswald & P.D.Sell: Der zweite Elternteil ist der Orientalische Beinwell (Symphytum orientale) L.

## Nutzung
Die durch den Heterosis-Effekt vermittelte erhöhte Wüchsigkeit (→Ertragspotenzial) machen ihn zum bevorzugten Nutz-Beinwell. Die robuste und einfache mehrjährige Kultur ermöglicht nach einer zweijährigen Etablierungsphase höchste Eiweißabträge pro Fläche und Zeit. Neben medizinischer, gartenbaulicher und Zier-Nutzung ist auch die Nutzung als Tiernahrung und auch für die menschliche Ernährung bekannt. Allerdings sorgen Bedenken wegen möglicher Leberschädigungen durch anhaltende Aufnahme der enthaltenen Pyrrolizidinalkaloide schon länger für Zurückhaltung insbesondere bei der Nahrungsnutzung („Beinwellkrise“). Um das Jahr 2000 kam es schließlich auch international zu Verboten Beinwell-haltiger Produkte. Seit 2008 ist eine alkaloidfreie Züchtung bekannt.

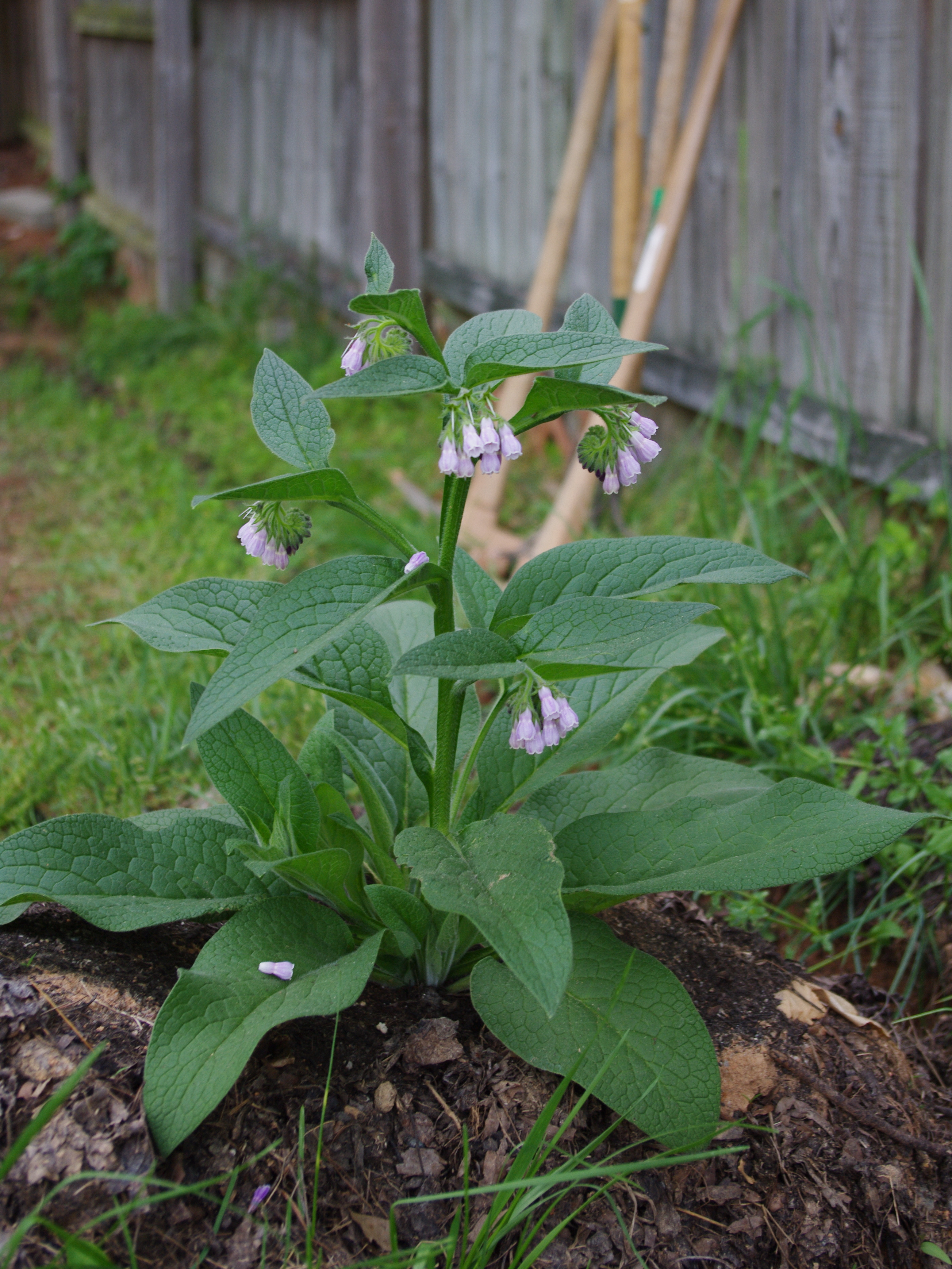
Zuchtsorte „Bocking #14“

Herausragende Zuchtsorten sind „Bocking #4“ und „Bocking #14“ von der englischen Henry Doubleday Research Association (HDRA), sowie „Harras“ als erste alkaloidfreie Züchtung. Bocking #14 treibt früh aus und weist Resistenz gegen Tannen-Beinwellrost und hohe Gehalte an Allantoin und Kalium auf. Als Nahrung für Geflügel und Menschen wird Bocking #4 empfohlen, mit niedrigeren Allantoin- und höheren Proteingehalten.
Die Art ist außerdem auch eine gute Nektarquelle.

### Medizinische Anwendungen
Die Pflanzenteile des Futter-Beinwell werden (hauptsächlich wegen des Allantoin-Gehaltes) für medizinische Zwecke verwendet. Sie werden in Salbenform aufgetragen und führen zu besserer Wundheilung und helfen unter anderem bei Muskel- und Gelenkschmerzen. Sie werden seit mehreren Jahrtausenden in Heilkräutergärten angebaut.

### Verwendung als Gartenpflanze
Die protein- bzw. stickstoffreichen Blätter werden als hochwertiger Dünger geschätzt und zum Beispiel über Jauche, Kompost oder zum Mulchen genutzt. Indem es größere Mengen aggressiverer roher Wirtschaftsdünger klaglos akzeptiert, kann es zu deren Umwandlung in einen pflanzenverträglicheren Dünger genutzt werden. Das tiefreichende Wurzelsystem lockert den Boden, erschließt tieferliegende Nährstoffe und transportiert sie über verrottende Pflanzenmasse in höhere Bodenschichten.
Zur Förderung der Biomasseproduktion werden durch regelmäßigen (nicht zu tiefen) Schnitt eventuelle Blütenansätze vorzeitig entfernt; zur Anregung einer Nachblüte wird durch Ausschneiden abgeblühter Blüten die Samenbildung verhindert.

#### Ziernutzung

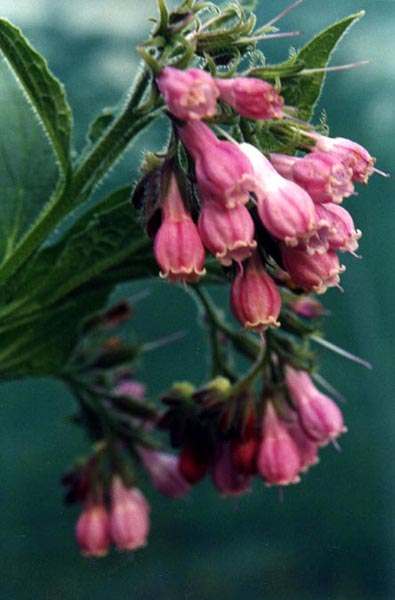
Sorte ‚Langthorn pink‘

Wegen der eindrücklichen Glöckchenblüten und dem attraktiven großen Laub werden Sorten des Futterbeinwells auch gerne für die Ziernutzung verwendet. Sie werden für Einfassungen und schattige Bereiche empfohlen.
Es gibt eine Reihe von Ziersorten, beispielsweise mit panaschierten Blättern oder verschiedenen Blütenfarben.
Symphytum ×uplandicum ‚Variegatum‘ ist eine Sorte mit cremefarben bandagierten Blättern.

### Kulturgeschichte
Katharina II. stellte an ihrem Palast in St. Petersburg traditionell Gartenmeister aus England oder Schottland an. Joseph Busch hatte in dieser Funktion seit Ende des 18. Jahrhunderts Beete mit Rauem und Echtem Beinwell angelegt, die dort in reizvollem Farbkontrast nebeneinander blühten, und schon früher seinem Geschäftsnachfolger zuhause in London verschiedene Beinwellpflanzen geschickt. Nachdem seit 1810 mit Rauem Beinwell für landwirtschaftliche Verwendung experimentiert worden war, bestellte sich der Gärtner und Erfinder Henry Doubleday Anfang der 1870er Jahre über diese Verbindung Beinwellpflanzen bei Buschs Nachfolger, da er auf der Suche nach Ersatz für das schwer beschaffbare Gummi arabicum von klebrigen Eigenschaften des Beinwell gehört hatte, in der Hoffnung, einen neuen Klebstoff für Briefmarken entwickeln zu können. Der kaiserliche Gärtner tastete die gut etablierten Pflanzungen seines Vorgängers nicht an, sondern verschickte stattdessen Zufallssämlinge, die zwischen den Reihen gewachsen waren: F1-Hybriden von Rauem und Echtem Beinwell. Ab 1877 machte Thomas Christy mit seinem Buch Forage Crops den „Russischen“ Beinwell als landwirtschaftliche Kultur bekannt.